# Rijksbeschermd gezicht Oud-Zuilen
Gezicht Zuilen is een van rijkswege beschermd dorpsgezicht in Oud-Zuilen in de Nederlandse provincie Utrecht. Het gebied werd op 20 december 1966 definitief aangewezen. Het beschermd gezicht beslaat een oppervlakte van 16,2 hectare.
Panden die binnen een beschermd gezicht vallen krijgen niet automatisch de status van beschermd monument. Wel zal de gemeente het bestemmingsplan aanpassen om nieuwe ontwikkelingen in het gebied te reguleren. De gezichtsbescherming richt zich op de stedenbouwkundige en cultuurhistorische waardering van een gebied en wil het toekomstig functioneren daarvan veiligstellen.